# خانواده معلوف

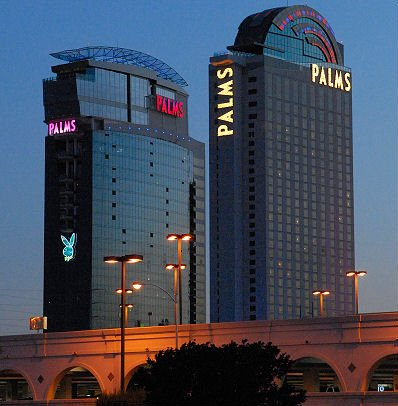
کازینوی پالمز در لاس وگاس

خانواده معلوف یک خانواده آمریکایی سرمایه‌دار لبنانی‌تبار هستند. بانی آنها یوسف معلوف از قوم بنو معلوف است که پس از مهاجرت به آمریکا در نیومکزیکو و نوادا سکنت گزید. او از روستای کَفَر عقاب در لبنان بود.
این خانواده امروزه صاحب تیم سکرامنتو کینگز می‌باشند.
این خانواده همچنین صاحب کازینوی پالمز (Palms) در شهر لاس وگاس هستند. آنها همچنین صاحب شرکتهای ورزشی و شبکه‌های تلویزیونی و استودیوهای تولید موسیقی هستند.